# Алабино (платформа)
Ала́бино — остановочный пункт Киевского направления Московской железной дороги Наро-Фоминском городском округе Московской области.
По линии находится в 47 километрах от Киевского вокзала. С юга выход в сторону деревни Алабино.
К северу от платформы находится деревня Петровское, заброшенная усадьба и завод «Пневмопривод», к северо-востоку — река Десна и деревня Бурцево. На западе — путепровод Московского малого кольца. Время движения от Киевского вокзала — около 56 минут.
На платформе останавливаются все электропоезда от/до станции Малоярославец и почти все рейсы от/до Калуги.

## История
На платформе в сторону Москвы действует кассовый павильон постройки 60-х годов XX века.

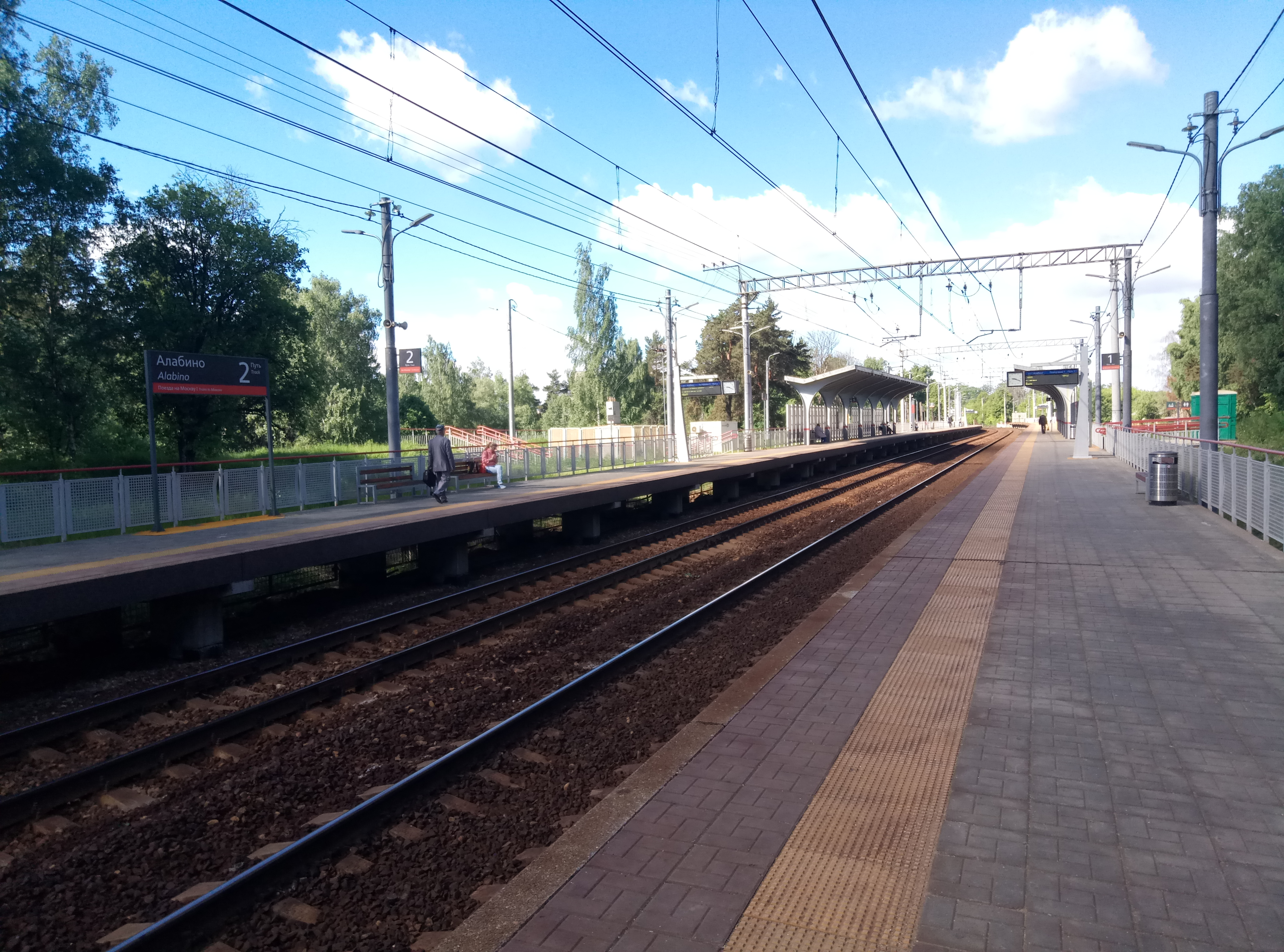
Алабино-2019
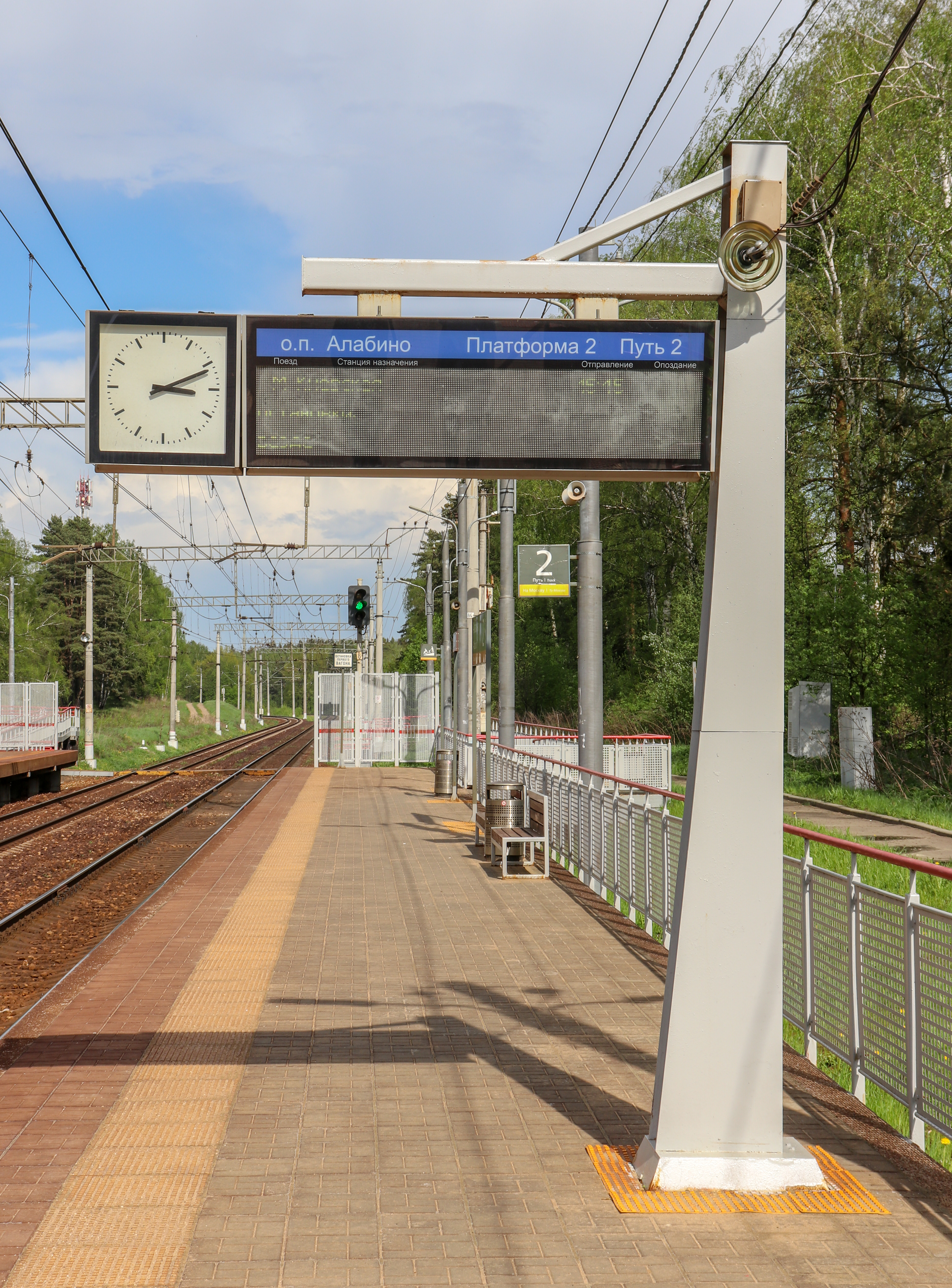
Электронное табло с расписанием поездов

Возле Алабино 12 июля 1931 года произошла крупная авиационная катастрофа 